# Seznam redov gliv
Seznam redov gliv (znanstveno ime Fungi) narejen na podlagi filogenetskih raziskav.
| Deblo Ascomycota (zaprtotrosnice) Ta del seznama navaja redove gliv v deblu Ascomycota.       | |
| Razred Neolectomycetes                                                                        | - Red Neolectales |
| Razred Pneumocystidomycetes                                                                   | - Red Pneumocystidales |
| Razred Schizosaccharomycetes                                                                  | - Red Schizosaccharomycetales |
| Razred Taphrinomycetes                                                                        | - Red Protomycetales - Red Taphrinales - Red Coryneliales - Red Medeolariales - Red Mycocaliciales - Red Pyrenulales |
| Poddeblo Pezizomycotina                                                                       | |
| Razred Arthoniomycetes                                                                        | - Red Arthoniales |
| Razred Dothideomycetes                                                                        | - Red Botryosphaeriales - Red Capnodiales - Red Dothideales - Red Hysteriales - Red Jahnulales - Red Microthyriales - Red Myriangiales - Red Mytilinidiales - Red Patellariales - Red Pleosporales - Red Trypetheliales |
| Razred Geoglossomycetes                                                                       | - Red Geoglossales |
| Razred Eurotiomycetes                                                                         | - Red Chaetothyriales - Red Verrucariales - Red Arachnomycetales - Red Eurotiales - Red Onygenales |
| Razred Laboulbeniomycetes                                                                     | - Red Laboulbeniales |
| Razred Lecanoromycetes                                                                        | |
| Podrazred Acarosporomycetidae                                                                 | - Red Acarosporales |
| Podrazred Lecanoromycetidae                                                                   | - Red Lecanorales - Red Peltigerales |
| Podrazred Ostropomycetidae                                                                    | - Red Agyriales - Red Gyalectales - Red Ostropales (potočarji) - Red Pertusariales - Red Trichotheliales |
| Razred Leotiomycetes                                                                          | - Red Helotiales (pecljarji) |
| Razred Lichinomycetes                                                                         | - Red Lichinales |
| Razred Orbiliomycetes                                                                         | - Red Orbiliales |
| Razred Pezizomycetes                                                                          | - Red Pezizales (skledarji) |
| Razred Sordariomycetes                                                                        | - Red Calosphaeriales - Red Lulworthiales - Red Meliolales - Red Phyllachorales - Red Trichosphaeriales |
| Podrazred Hypocreomycetidae                                                                   | - Red Coronophorales - Red Halosphaeriales - Red Hypocreales - Red Microascales |
| Podrazred Sordariomycetidae                                                                   | - Red Boliniales - Red Chaetosphaeriales - Red Coniochaetales - Red Diaporthales - Red Ophiostomatales - Red Sordariales - Red Spathulosporales |
| Podrazred Xylariomycetidae                                                                    | - Red Xylariales |
| Poddeblo Saccharomycotina                                                                     | |
| Razred Saccharomycetes                                                                        | - Red Saccharomycetales |
| Deblo Basidiomycota (prostotrosnice) Ta del seznama navaja redove gliv v deblu Basidiomycota. | |
| Poddeblo Agaricomycotina                                                                      | |
| Razred Agaricomycetes                                                                         | - Red Agaricales (listarji) - Red Atheliales - Red Auriculariales (uharji) - Red Boletales (cevarji) - Red Cantharellales (lisičarji) - Red Corticiales - Red Geastrales - Red Gloeophyllales - Red Gomphales - Red Hymenochaetales - Red Hysterangiales - Red Phallales (cvetarji) - Red Polyporales (lukničarji) - Red Russulales (golobičarji) - Red Sebacinales - Red Thelephorales (bodičarji) - Red Trechisporales |
| Razred Dacrymycetes                                                                           | - Red Dacrymycetales (solzarji) |
| Razred Tremellomycetes                                                                        | - Red Cystofilobasidiales - Red Filobasidiales - Red Tremellales (drhtavarji) |
| Poddeblo Pucciniomycotina                                                                     | |
| Razred Agaricostilbomycetes                                                                   | - Red Agaricostilbales - Red Spiculogloeales |
| Razred Attractiellomycetes                                                                    | - Red Attractiellales |
| Razred Razrediculomycetes                                                                     | - Red Razrediculales |
| Razred Cryptomycocolacomycetes                                                                | - Red Cryptomycocolacales |
| Razred Cystobasidiomycetes                                                                    | - Red Cystobasidiales - Red Erythrobasidiales - Red Naohideales |
| Razred Microbotryomycetes                                                                     | - Red Heterogastridiales - Red Leucosporidiales - Red Microbotryales - Red Sporidiobolales |
| Razred Mixiomycetes                                                                           | - Red Mixiales |
| Razred Pucciniomycetes                                                                        | - Red Helicobasidiales - Red Pachnocybales - Red Platygloeales - Red Septobasidiales (predelkarji) - Red Pucciniales (=Uredinales) (rje) |
| Poddeblo Ustilaginiomycotina                                                                  | |
| Razred Ustilaginomycetes                                                                      | - Red Urocystales - Red Ustilaginales (sneti) |
| Razred Exobasidiomycetes                                                                      | - Red Doassansiales - Red Entylomatales - Red Exobasidiales (šiškarji) - Red Georgefischeriales - Red Malasseziales - Red Microstromatales - Red Tilletiales (smrdljive sneti) |
| Deblo Chytridiomycota Ta del seznama navaja redove gliv v deblu Chytridiomycota.              | |
|                                                                                               | - Red Blastocladiales - Red Chytridiales - Red Monoblepharidales - Red Neocallimastigales - Red Spizellomycetales. |
| Deblo Glomeromycota Ta del seznama navaja redove gliv v deblu Glomeromycota.                  | |
| Razred Glomeromycetes                                                                         | - Red Archaeosporales - Red Diversisporales - Red Glomerales - Red Paraglomerales |
| Deblo Zygomycota Ta del seznama navaja redove gliv v deblu Zygomycota.                        | |
| Razred Trichomycetes                                                                          | - Red Harpellales |
| Razred Zygomycetes (krušne plesni)                                                            | - Red Dimargaritales - Red Endogonales - Red Entomophthorales - Red Kickxellales - Red Mortierellales - Red Mucorales |